# Angel (Sarah McLachlan-låt)
"Angel", även kallad "In the Arms of an Angel" eller "Arms of the Angel") är en sång skriven av Sarah McLachlan och inspelad av henne på albumet Surfacing 1997. I en intervju med VH1 Storytellers förklarade hon att sången tillägnats The Smashing Pumpkins-musikern Jonathan Melvoin, som 1996 dog av en överdos heroin.
Sången har senare spelats in av bland andra Westlife 2001 på albumet World of Our Own, 2011 av Jill Johnson på julalbumet Välkommen jul. och 2012 av Sanna Nielsen på julalbumet Vinternatten.

### Fotnoter
1. ↑  ”Drugs in Songs” (på engelska). Fun Trivia. Arkiverad från originalet den 7 mars 2014. https://web.archive.org/web/20140307233608/http://www.funtrivia.com/en/Music/Drugs-in-Songs-17801.html. Läst 22 augusti 2014.
2. ↑  ”Välkommen jul”. Svensk mediedatabas. 20 mars 2011. http://smdb.kb.se/catalog/id/002850609. Läst 22 augusti 2014.
3. ↑  ”Vinternatten”. Svensk mediedatabas. 20 mars 2012. http://smdb.kb.se/catalog/id/002863789. Läst 22 augusti 2014.